# إليا ديميتروف
إليا ديميتروف (بالبلغارية: Илия Димитров)‏ هو لاعب كرة قدم بلغاري في مركز الهجوم، ولد في 10 يوليو 1996 في دوبنيتسا في بلغاريا. شارك مع منتخب بلغاريا تحت 17 سنة لكرة القدم ومنتخب بلغاريا تحت 19 سنة لكرة القدم. أما مع النوادي، فقد لعب مع ليفسكي صوفيا.

## وصلات خارجية
- إليا ديميتروف على موقع قاعدة بيانات كرة القدم.إي يو (الإنجليزية)
- إليا ديميتروف على موقع Soccerway.com (الإنجليزية)